# Bracon atricollis
Bracon atricollis är en stekelart som beskrevs av William Harris Ashmead 1889. Bracon atricollis ingår i släktet Bracon och familjen bracksteklar. Inga underarter finns listade.